# Capricorn Highway
Capricorn Highway (oznaczenie A4) – droga w Queenslandzie w Australii, łącząca Rockhampton na wschodzie z Barcaldine na zachodzie. Jej długość wynosi 580 km. Stanowi główny szlak komunikacyjny regionu Central Queensland. Biegnie równolegle do Zwrotnika Koziorożca.

## Miejscowości
Miejscowości leżące wzdłuż Capricorn Highway: Rockhampton, Gracemere, Duaringa, Dingo, Bluff, Blackwater, Comet, Emerald, Anakie, Alpha, Jericho, Barcaldine.